# Minturn (Kolorado)
Minturn – miasto w Stanach Zjednoczonych, w stanie Kolorado, w hrabstwie Eagle.